# Charquicán
El charquicán o charquekán es un plato tradicional de la región de los Andes. En el noroeste argentino también se le llama «charquisillo».

## Etimología
El nombre charquicán pareciera originarse del quechua charki kanka, «asado de charqui». Algunas referencias mencionan que el origen de la palabra reside en la fusión del quechua charki y del mapudungun cancan (asado), que significaría 'carne seca asada'. Como fuere, en ambos casos, el nombre haría referencia  al desagrado que originalmente producía a los conquistadores españoles el charqui, al que consideraban carne cruda a pesar de estar deshidratada y a la cual rostizaban para su consumo. La Real Academia Española se refiere a este plato como un guiso a base de charqui y zapallo. Sin embargo, las características de este plato cambia  considerablemente en cada país, tanto en sus ingredientes como en su preparación.

## Historia
Muchas preparaciones a lo largo de la historia sudamericana han recibido este nombre, sin embargo, los registros más antiguos que se tienen de un plato llamado charquicán datan de los tiempos del Imperio español (siglos XVI y XVII), y se asocia al tránsito de comerciantes entre los yacimientos mineros de Potosí y el puerto de Arica, la antigua ruta inca del Cápac Ñan, la cual fue utilizada también por los conquistadores españoles y los arrieros locales. En esos días era común encontrar en la llamada «lonchera del arriero» diversos alimentos deshidratados, entre ellos el charqui, los cuales se combinaban con otros productos que los viajeros adquirían o recolectaban al paso. Es de esta heterogeneidad y sencillez de los orígenes de los alimentos que consumían los viajeros que la palabra charquicán gana su característico perfil para describir a la gastronomía mestiza y humilde. Es así que una de las primeras preparaciones que llevó este nombre fue una pasta de ajíes secos molidos y despepitados a la que se le agregaban charqui e interiores. A esta se le incorporaban guarniciones que incluían a los diversos productos presentes en las zona que comprende actualmente la frontera entre Chile y Perú: papas, zapallos, camotes o racacha.
El charquicán aparece como uno de los siete potajes que las clases altas limeñas consumían durante el periodo virreinal.
En los años de la Independencia de Chile, cuando el Ejército de los Andes cruzó la cordillera del mismo nombre, se hizo famoso entre los soldados chilenos el llamado charquicán. El historiador Rafael Pizarro, lo describe de la siguiente manera:

A cada soldado se le entregó una ración de campaña individual para ser llevada en su mochila y compuesta de una pasta de carne tostada y molida, aliñada con grasa y ají, a la cual sólo bastaba con agregar agua caliente y harina de maíz tostado, para preparar el charquicán cuyano.

Esta reseña da cuenta de la condición del charquicán como comida de campaña en la época, dado lo imperecedero de sus ingredientes, lo fácil de su preparación y su alto aporte nutricional.
El lugar donde también se agregaron a esta rudimentaria comida otros ingredientes como las papas, zapallo y choclo, siendo, al parecer, el antecesor de la versión de este plato que se consume actualmente  en Chile.
El charquicán ha estado profundamente arraigado en la cultura de los países que lo adoptaron en su cultura. El escritor Juan Rafael Allende, por ejemplo, llegó a definir a Chile como la «tierra clásica del arrollado, de los pequenes, del buen frejol con brotes de cebolla y ají en vaina, del charquicán y la chanfaina», respecto de la exuberancia y simpleza de la gastronomía chilena.

## Variedades

#### Bolivia

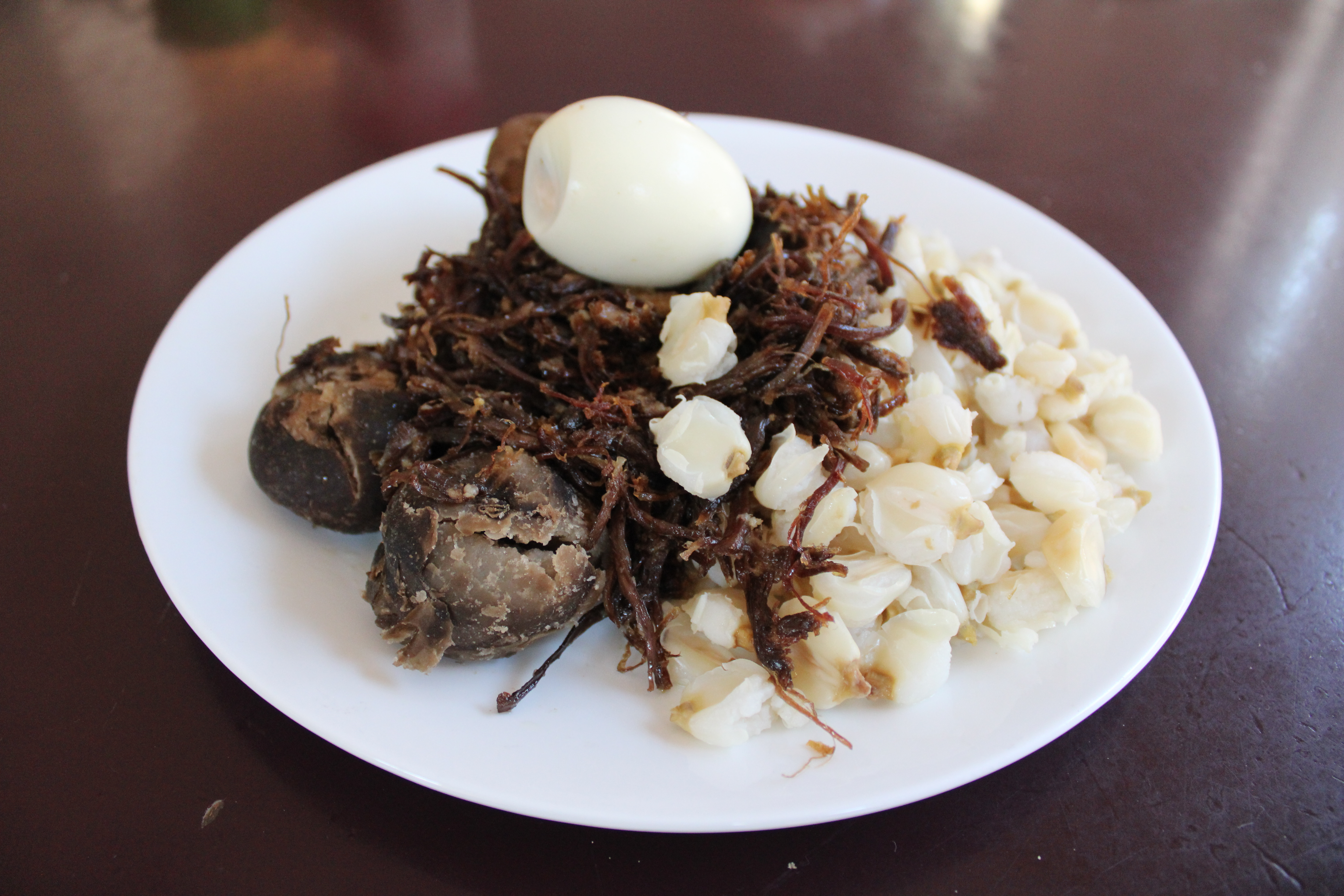
Charquecán boliviano

En Bolivia el plato es denominado charquekán o charquecán y su consumo es usual en los departamentos del occidente del país como Oruro, La Paz y Potosí. En cada una de estas regiones se presentan variaciones. La carne utilizada para su preparación es mayoritariamente es el charque de llama, de cordero o de res, frito en finas fibras y acompañado por mote, queso y huevo. Sin embargo, hay poco escrito sobre su origen. Algunos autores afirman que nació en la comunidad de los Urus.
La historiadora Beatriz Rossells refiere que uno de los recetarios más antiguos del país, el escrito por Josepha de Escurrechea en la ciudad de Potosí en 1776, en el que ya contiene una receta de este platillo.
Este plato fue popularizado en las minas orureñas. Los mineros, luego de su ardua jornada de trabajo, salían cansados de los socavones y lo primero que hacían era comer y la primera oferta que hallaban era charque de llama con mote. A este plato se le incorporó la papa con cáscara (papahuayku en quechua) y el queso criollo, de esa zona. Más tarde se le agregó también huevo duro o pasado.

### Chile
En Chile se procede a sofreír cebolla, a la que se agrega ajo picado y luego se incorpora charqui, o carne de vacuno en las versiones modernas, cortada en trozos pequeños o picada gruesa. Posteriormente, se agregan papas y zapallo cortado en dados pequeños y condimentos varios. Se cuece por un par de minutos. Se vierte agua hirviendo hasta cubrir todos los ingredientes y se deja cocinando hasta que las papas completen su cocción.
Otro ingrediente bastante común en la zona central de Chile es la acelga, la cual una vez cocida se agrega picada fina junto con el choclo. Antes de servir se aplastan las papas y el zapallo. Asimismo, multitud de ingredientes alternativos se han agregado a la receta básica del charquicán, como el choclo desgranado, porotos verdes, carnes de diversos animales (cerdo o cordero, por ejemplo) o el reemplazo de la carne por un huevo frito, lo que se denomina popularmente «charquicán a lo pobre», dado el alto precio que tradicionalmente se asocia a la carne de vacuno.
Tradicionalmente, en Chile se considera como una variante del charquicán al valdiviano o valdiviana, típico de Valdivia, en el sur de Chile. Por otra parte, también existen charquicanes a base de algas: Pablo de Rokha, por ejemplo, describió al luchicán como un plato típico de Semana Santa en la localidad de La Serena, el cual reemplazaba la carne de vacuno o el charqui por luche tostado. El charquicán de cochayuyo, o charquiyuyo, es otra variante que incluye algas en la preparación. Diego de Rosales, en su Historia General del Reyno de Chile hace también referencia a un guiso conocido como vailelcan, el cual era preparado con mariscos. Actualmente esta preparación, en su forma original, está extinta en la gastronomía chilena y poco se sabe de su preparación; sin embargo, se especula que puede ser un antecesor de la actual paila marina.
En la localidad chilena de Peñalolén, el 11 de abril se celebra el «Festival del charquicán», actividad dedicada por entero a la versión chilena de este plato.

### Perú
El charquicán es un plato típico del sur del Perú, pudiéndose encontrar en los departamentos de Tacna, Moquegua, Puno y Cusco. La forma clásica de preparación consiste en un guiso de papas y trozos de carne de cuy, las cuales se cortan en cubos y se sancochan, junto a trozos de charqui desarmado en tiras. Luego se añade un sofrito de cebolla y ají panca. Una vez cocido este preparado, se incorporan las carnes y papas reservadas con el aderezo, añadiéndole chicha de jora.
Una versión alternativa del charquicán en Perú es la originaria del distrito Caleta de Carquin, donde la carne de cuy y el charqui son reemplazados por la anchoveta seca salada característica del lugar. Cabe mencionar que la forma histórica del charquicán aún puede encontrarse en el sur del Perú, y por su apego a la tradición está más emparentada a la variante chilena  que a la versión limeña. Esta se conoce como charquicán tacneño. También en la zona de la sierra se le añaden garbanzos y queso fresco, mientras que en la costa sur se usa raya seca.

## En la cultura popular
En el programa del chef Anthony Bourdain, Sin reservas del canal Discovery Travel & Living, cuando el presentador visita Chile, específicamente la zona de Curicó, al asistir al rodeo chileno, uno de los platos que degusta es el charquicán chileno, aunque en este caso se le sirve sin carne, como acompañamiento de un estofado de costilla con vino Carménère.